# Вулиця Сергія Москаленка
Ву́лиця Сергі́я Москале́нка — магістральна вулиця у місті Бровари Київської області.

## Опис
Пролягає в районі Торгмаш, має протяжність 1 600 м, від початку і до кінця є прямою дорогою. Починається примиканням від вулиці Олега Оникієнка, закінчується на межі міста перехрестям з Об'їзною дорогою. За Броварами має продовження — є дорогою, яка веде до села Требухова.
До вулиці Сергія Москаленка із непарного боку примикають вулиці Лермонтова, Володимира Великого та Олімпійська. З парного боку примикає вулиця Підприємницька.

## Історія

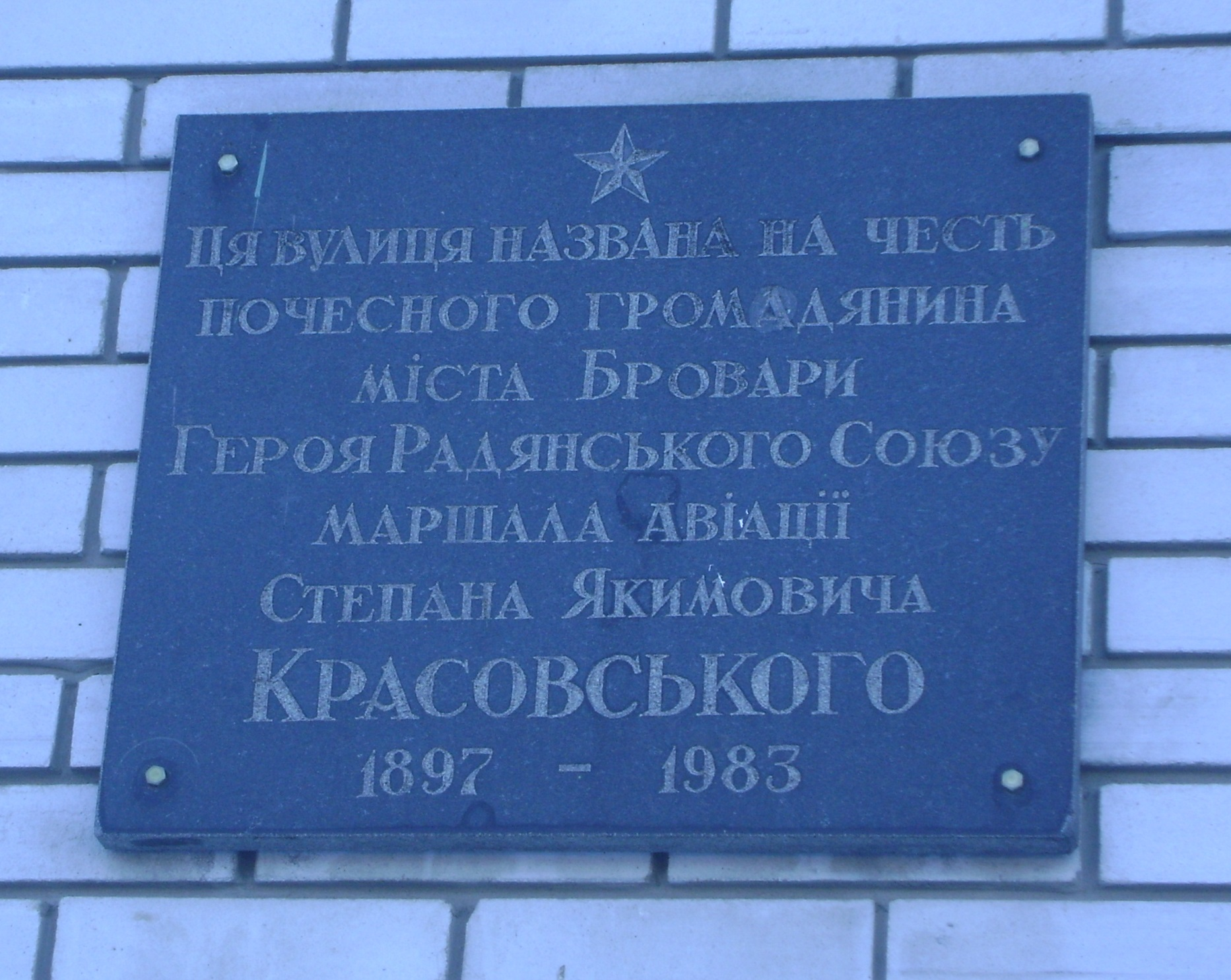
Меморіальна дошка із поясненням колишньої назви вулиці, демонтована у 2016 році

До 1964 року вулиця відома як Требухівська. 27 червня 1964 року отримала назву Машинобудівельна. До 2015 року вулиця називалась Красовського — на честь Степана Красовського. У червні 2015 року робоча група з підготування пропозицій щодо перейменування вулиць міста Бровари запропонувала надати вулиці назву Требухівський шлях. 25 грудня 2015 року перейменована на вулицю Сергія Москаленка — на честь загиблого у війні на сході України броварця Сергія Москаленка.